# 定成
定成（?—?），顏扎氏，號鎮平，正黄旗满洲，清朝政治人物、同進士出身。
同治十二年，鄉試中舉；光緒九年，登進士；同年五月，著以主事分部学习。光緒十二年，任刑部提牢。光緒十三年，任刑部主事。光緒十五年，任刑部員外郎，掌督催所關、會典館協修官。光緒十六年，掌湖廣司印鑰，并任總理各國事務衙門章京。光緒十七年，掌陝西司印鑰。光緒十八年，任秋審處坐辦。次年，清檔房幫管理，并掌奉天司印鑰。光緒二十年，任律例館提調。次年升任刑部郎中。光緒二十一年，任張家口監督。光緒二十四年，任山東沂州府知府，次年署武定府知府。光緒二十九年，任太常寺卿。光緒三十二年，任法部左丞。次年，大理寺卿。宣統三年，署法部副大臣。